# Tantspolder
De Tantspolder is een polder in Knokke-Heist (Westkapelle). Het is een van de polders van de stapsgewijze inpoldering van de schorre tussen de Brixuspolder en monding van het Reigaartsvliet in de 13de eeuw. De inpoldering volgde op die van de Polder van 94 Gemet.